# Rolls-Royce 30 hp
Rolls-Royce 30 hp — легковой автомобиль с шестицилиндровым двигателем, производившийся британской компанией Rolls-Royce в 1905—1906 году. Всего было изготовлено 37 автомобилей.
В ходе исторической встречи в мае 1904 года между конструктором Ройсом и предпринимателем Роллсом, партнёры договорились, что под вновь созданной маркой Rolls-Royce будут продаваться автомобили четырёх типов: 10 hp, 15 hp, 20 hp и 30 hp. В декабре на выставке в Париже были представлены автомобили 10 hp и 15 hp, шасси 20 hp, и двигатель для 30 hp.

## Описание
До 1949 года компания Rolls-Royce выпускала автомобили исключительно в виде шасси, оснащенного всеми необходимыми агрегатами. Кузова  разрабатывались и изготавливались специальными фирмами, которые тесно сотрудничали с головной кампанией и были рекомендованы ею. Для Rolls-Royce 30 hp кузова производила компания Barker.
В начале XX века на рынке стали появляться автомобили, оснащенные престижными шестицилиндровыми двигателями. В 1904 году Генри Ройс также начал работать над двигателем этого типа для своих первых автомобилей. Он использовал тот же принцип, который применил для создания четырехцилиндрового мотора модели 20 hp, и разработал свой первый шестицилиндровый двигатель, расположив три двухцилиндровых мотора рядом друг с другом. В остальном конструкция двигателя осталась прежней. Он имел клапанный механизм смешанного типа (IOE): впускные клапаны расположены в головке, когда как выпускные — в блоке цилиндров. Все они проводились в действие от нижнего коленвала. Питался двигатель от карбюратора с падающим потоком смеси собственной разработки Rolls-Royce.
От двигателя через коническое сцепление вращение передавалось на трёхступенчатую механическую коробку передач со скользящими шестернями. Передаточные числа первой и второй передач подбирались под заказанный автомобиль, когда ка третья передача всегда была прямой. Переключения осуществлялись с помощью рычага, установленного сбоку снаружи рядом с тормозным рычагом. Карданный вал передавал вращение на задний мост, картер главной передачи и дифференциала которого был изготовлен из алюминиевого сплава. Передний и задний мосты крепились к раме с помощью полуэллиптических рессор. Напольная педаль тормоза воздействовала на трансмиссию, а с помощью рычага и механического привода задействовались барабанные тормоза с внутренними колодками сзади. На автомобиль устанавливались деревянные колёса со спицами.
Эта 30-сильная модель представляла собой верхнюю часть модельного ряда компании и продавалась с двумя колесными базами: стандартной (Standard Wheelbase, SWB) для открытого двухместного автомобиля и удлинённой (Long Wheelbase, LWB) для шестиместного лимузина.